# Kiss György (orvos, 1839–1891)
Kiss György (Bikity (Bács-Bodrog megye), 1839. április 12. – Óbecse, 1891. január 20.) orvosdoktor, szemész, fül-orr-gégész.

## Élete
Szegény földműves szülők gyermeke. Középiskoláit Baján kezdte és Pécsen végezte. Orvosi tanulmányait Bécsben hallgatta és ugyanott nyert 1864-ben orvosdoktori oklevelet. Ekkor a wiedeni közkórháznál mint másodorvost alkalmazták, ahol ismereteit oly tökéletességre vitte, hogy mint speciális szem- és fülorvost sokan valóságos csodadoktornak tekintették és még azon évben Pacsér község hívta meg orvosának, fél év múlva pedig Szabadka orvosa lett. 1874-ben a kolerajárvány alkalmával kifejtett buzgalmáért a király a koronás arany kereszttel jutalmazta. A szabadkai kórház létesítését is neki lehet köszönni; ő nemcsak közkórházak felállításán fáradozott, de magán háza is folytonos kórház volt; állandóan 8-10 beteget tartott házánál, akikről nemcsak díj nélkül gondoskodott, hanem élelmezésüket is sajátjából fedezte. 1878-ban Szegedre költözött. A szegedi árvíz után Belgrádba ment a szembajosok gyógyítása végett. Azután ismét Szegedre tért vissza és onnét Óbecsére ment lakni. Betegsége azonban munkaképtelenné tette; sógoránál, Szulik József plébánosnál tartózkodott. Tübingenben tanulta a villanytüzet és ő alkalmazta ezt hazánkban először a szembajoknál. Orvosi gyakorlata alatt, mint maga mondta, 60 000 beteget gyógyított és ezek közül felét díj nélkül.
Cikkei az Orvosi Hetilapban (1867. A szivárványmetszésről); a Gyógyászatban (1868. A hártyás tömkeleg hevenylobja, Fülfolyás s annak gyógykezelése, 1874. A villamnak gyógyászati és műtevői alkalmazása a szemészetben); a Szemészetben (1868. Dülszem egy esete, könymirigydag a szemgolyó mögötti tömlősdag, Cystle következtében, Könnymirigy kiirtás s a tömlő kiürítése, gyógyulás); a Fürdői Lapokban (1868. A palityi tófürdő.) Német és francia orvosi szaklapokba is írt.